# Grabowno Wielkie (wieś)
Grabowno Wielkie (niem. Groß Graben) – wieś w Polsce, położona w północno-wschodnim krańcu województwa dolnośląskiego, w powiecie oleśnickim, w gminie Twardogóra
Miejscowość położona jest na wysokości 190–215 m n.p.m., jej powierzchnia wynosi ok. 2724 hektary. Wieś graniczy z Twardogórą, Grabownem Małym, Dobroszycami, Białym Błotem i Bukowinką. We wsi znajduje się stacja kolejowa.

## Historia
Dokładny czas założenia wsi nie jest określony. Miejscowość została rozbudowana ok. XV wieku z osady hutników i węglarzy. Nazwa wsi prawdopodobne pochodzi od polskiego słowa grab – wieś grabów, wiele okolicznych nazw wsi pochodzi właśnie od nazw drzew (m.in. Bukowinka, Dąbrowa). W 1875 r. powstała linia kolejowa Oleśnica – Gniezno przebiegająca przez Grabowno Wielkie, a 35 lat później odgałęzienie do Międzyborza.
W 1945 r. mieszkało tu ok. 120 Niemców i ok. 510 Polaków. Po zakończeniu II wojny światowej początkowo zwierzchnictwo nad miejscowością miała radziecka Komenda Wojenna, która stacjonowała na tym terenie od końca stycznia do połowy kwietnia 1945 r. Przełom kwietnia i maja był początkiem zwierzchnictwa administracji polskiej. Pierwszym sołtysem wsi został Tadeusz Kozioł.
W okresie powojennym ponownie uruchomiono szkołę w pałacu majątku ziemskiego, ponieważ poprzedni budynek szkolny został zniszczony podczas wojny. W tym czasie we wsi znajdowało się około 50 gospodarstw rolnych, robotnicy podjęli pracę na stacji PKP (która zatrudniała wówczas ok. 60 osób) i w pobliskich zakładach.
W latach 1954–1972 wieś należała i była siedzibą władz gromady Grabowno Wielkie. W latach 1975–1998 miejscowość administracyjnie należała do województwa wrocławskiego.

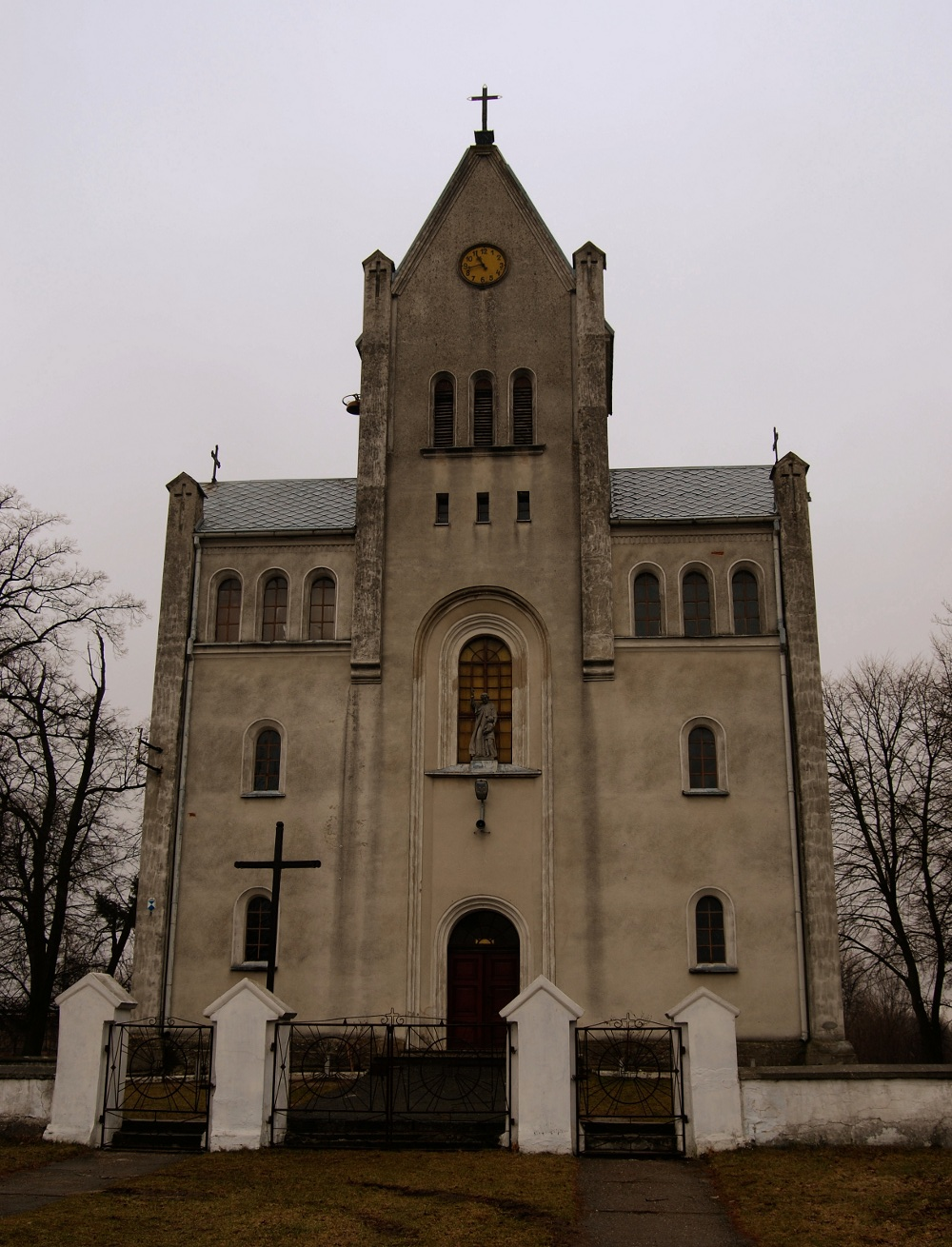
Kościół parafialny w Grabownie Wielkim

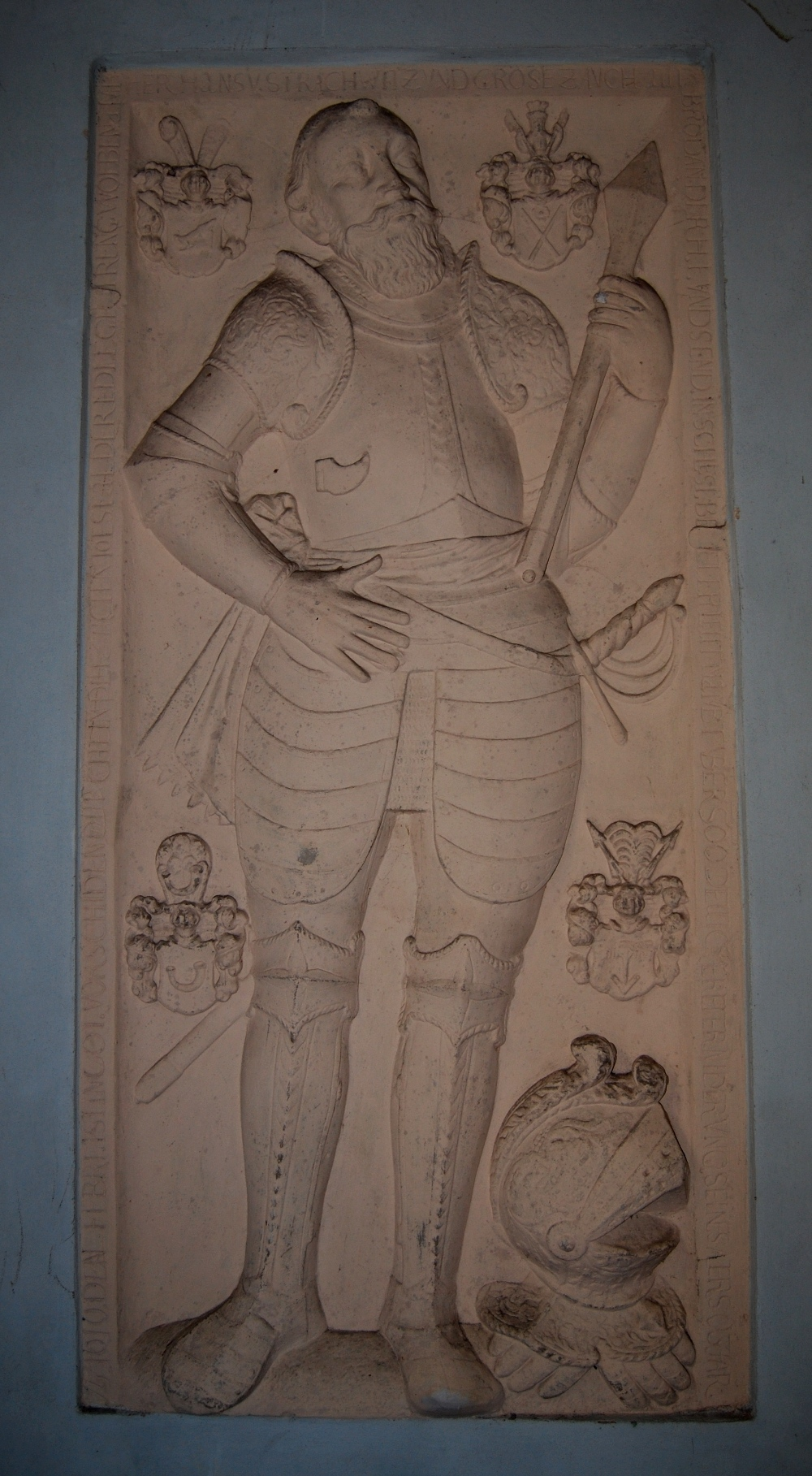
Renesansowa płyta nagrobna Hansa von Strachwitza

## Zabytki
Do wojewódzkiego rejestru zabytków wpisane są:
- kościół poewangelicki

Obecnie rzymskokatolicki parafialny pod wezwaniem Matki Boskiej Częstochowskiej, postawiony na miejscu pierwszego drewnianego z XVI w. Starszy kościół był ufundowany przez oleśnickiego księcia Karola II, a rozbudowany i uwieńczony wieżą z dzwonem przez ówczesnego właściciela Grabowna – Hansa von Strachwitz z Brodaw. Kościół uległ zniszczeniu w pożarze, na jego miejscu w 1850 r. – XIX w. powstał nowy w stylu eklektycznym, który przetrwał do dziś. Świątynie wzniesiono na planie prostokąta, jednonawowa, na zachodzie zwieńczona wieżą, na wschodzie półkolistym prezbiterium. Zbudowana z cegieł i otynkowana. 25 listopada 1945 r. uroczyście wyświęcono luterańską świątynię na kościół rzymskokatolicki. Uległ zniszczeniu XIX-wieczny wystrój wnętrza, pozostałością dawnego zboru ewangelickiego są empory obiegające kościół z trzech stron, strop oparty jest na drewnianym wiązaniu wiszącym. W kruchcie kościoła na ścianie po lewej stronie znajduje się renesansowa płyta nagrobna Hansa von Strachwitza, wykonana z piaskowca. Naprzeciwko płyty stoi dolna część chrzcielnicy pochodzącej z 1769 r., jej srebrnej góry brak. Była ona darem ówczesnego właściciela Grabowna – Ernesta Zygmunta von Tschierschy z okazji chrztu jego pierworodnego syna.
- pozostałości parku z 1740 r., k. XIX w.

### Inne zabytki
- grodzisko

Datowane na  985–900 r.; zbudowane na planie trójkąta, z widocznymi partiami 5–8-metrowych wałów od strony zewnętrznej i 2,5-metrowymi od wewnętrznej, które okalają ok. 0,24 ha powierzchni; grodzisko przetrwało do XII w., na ten właśnie czas datuje się znalezione fragmenty ceramiki (okres wczesnego średniowiecza).
- stacja kolejowa z wieżą ciśnień
- dwa pobliskie poniemieckie domy, tzw. „domy tartaczne” – obecnie bloki mieszkalne